# Hamadou Moustapha
Hamadou Moustapha, né le 11 mai 1945, est un homme politique camerounais. Lors du remaniement du 2 octobre 2015, il devient ministre chargé de mission à la Présidence de la République.

## Biographie
Il est né le 11 mai 1945 dans le département de Diamaré, à Maroua, le chef-lieu de la région de l'Extrême-Nord du Cameroun.

### Études
De 1953 à 1958, il fait ses études primaires dans sa ville de naissance. En 1958, il déménage dans la région du Nord, à Garoua, pour y poursuivre ses études secondaires. Il rejoint la capitale politique du Cameroun, Yaoundé pour y poursuivre ses études universitaires. Par la suite, en 1962  il réussit le concours d'entrée à l'École nationale d'administration et de magistrature (ENAM) avec pour spécialité Administration civile.

## Activités
Il commence sa carrière professionnelle le 23 avril 1969, comme administrateur civil stagiaire.

## Politique
Il commence sa carrière politique à l'inspection fédérale d'administration du Nord-Cameroun, à Garoua. Le 14 novembre 1969, il devient secrétaire général par intérim de la même inspection. Durant la période allant de janvier 1970 à avril 1972, il devient premier adjoint préfectoral à Yagoua. Le 5 avril 1972, sous la Présidence d'Ahmadou Ahidjo, il devient chargé de mission à la Présidence de la République. Trois années plus tard, le 30 juin 1975, il devient vice-ministre des Finances.

### Partis politiques

#### UNDP
Il devient militant de l'Union nationale pour la démocratie et le progrès (UNDP). Il assume la fonction de vice-Président du parti dès sa création. Il devient député de l'Assemblée nationale lors des élections législatives du 1er mars 1992. Son entrée au gouvernement en la date du 27 novembre 1992 lui vaut une exclusion définitive de l'UNDP.

#### ANDP
Il fonde après son exclusion un nouveau parti politique : Alliance nationale pour la démocratie et le progrès (ANDP). Il assume la présidence de son parti depuis lors. Le premier congrès de l'ANDP s'est tenue en octobre 1996.

## Mandats ministériels
Durant la période allant du 8 novembre 1979 au 18 juin 1983, il exerce la fonction de ministre de l'Urbanisme et de l'Habitat.Il quitte le ministère le 18 juin 1983. Du 27 novembre 1992 au 7 décembre 1997, il est nommé vice-Premier ministre chargé de l'urbanisme et de l'habitat. Lors du remaniement ministériel du 8 décembre 2004, il devient ministre chargé de mission à la présidence de la république.